# おやすみなさい。
『おやすみなさい。』は、小田原ドラゴンによる日本の漫画作品。『週刊ヤングマガジン』（講談社）にて、1998年第13号から2002年第46号まで連載された。

## 概要
1997年、『ヤングマガジン増刊号赤BUTA』の第14号、第15号と、同じく1997年、『週刊ヤングマガジン』第50号に掲載された読み切りの作品、「おやすみ、幸せな夢が見られるように。」の主人公である上野鉄郎やミラーボール製造工場勤務の設定をそのままにタイトルを「おやすみなさい。」として連載が始まった。なお、作者のデビュー作である「僕はスノーボードに行きたいのか?」も同じ設定である。

## 物語
主人公である上野鉄郎は、ミラーボール製造工場で働く童貞な成人男性である（デビュー作である「僕はスノーボードに行きたいのか?」では、工場に勤めて4年と書かれているので、推定年齢22歳と考えられる）。そんな上野鉄郎の日常の出来事を、愉快な登場人物と共に独特のほのぼのしたタッチで描かれた作品である。鉄郎が巨乳好きと云う設定は、作者自身も巨乳好きだからである事が理由であったり、第100話では、作者自身が漫画に登場し、鉄郎をキャバクラへと無理やり連れていったり、鉄郎がミキサー付きのAMラジオ用トランスエミッタを使用して海賊版ラジオ放送を行うエピソードは、作者自身がおもちゃのミキサー付きのAMラジオ用トランスエミッタを買った事が元になっていたり、鉄郎が格安のメルセデス・ベンツを買うと言う話を描き、作者自身もある雑誌ライターから30万円後半の赤いメルセデス・ベンツ 190Eを紹介してもらい、自分自身も格安ベンツオーナーになった事を機に、「おやすみなさい。」の掲載ページの下に「ベンツ日記」が2行程書かれた時期があったり、さらには自分の友人をモデルにしたキャラを登場させたりと、作者自身の思いや出来事などを作中に反映されていたりした。

## 登場人物
上野鉄郎
この作品の主人公で、ミラーボール製造工場で働く童貞な成人男性である。年齢は単行本2巻時点で24歳。ドーテーズのリーダーでもある（単行本第4巻の帯にあるプロフィールには、"穏やかで、まじめだけど、妄想がつっぱしり気味でストーカーまであと少し。「NO」と言えない性格。"と記載されている）。かつて松屋でバイトをしていた事がある他、官能小説家の一面も持っている。両親と妹二人の五人家族だが、父親は作中で亡くなっている。
春名くん
鉄郎の同僚でドーテーズの初期メンバー。彼女ができて童貞を捨てた事でドーテーズを抜ける。その後、他人に自分のセックス体験談を語る事にはまってしまい、その結果彼女の相手をしなくなってフラれてしまう。
辻尾くん
「ジャッカル」の異名を持つテレクラマスター。一見無口で暗い青年だがテレクラでは人が変わったかのように喋り出す。最終巻では、テレクラを広めるために発展途上国で活躍している姿が描かれている。
高橋嬢二
新聞配達員で、この道31年のベテラン。43歳の童貞。ドーテーズのメンバーである。夢は14歳の少女ばかりを集めた「中二牧場」を作ること。最終回では北海道に移住し、「中二牧場」のための牧場を作っている。
剣健三郎
鉄郎の同僚かつドーテーズのメンバーで、ムードメーカー的存在。「ふにっこ」と言うかわいい顔をする技を持っている。関西出身で実家はサーカス団を営んでいる。最終回ではサーカス団の後を継ぎ、結婚して子供を儲けている。
ケニーくん
鉄郎と10年間文通が続いている謎多きアメリカ人。読売ジャイアンツの帽子をかぶっている。但し大人の事情で若干マークが異なっている(鉄郎談)。
笹山正博
自称「世界一モテる男」である。作者の友人である実在の人物がモデルになっている。

## 書誌情報
- 小田原ドラゴン『おやすみなさい。』講談社〈ヤンマガKCスペシャル〉、全8巻
  1. 1999年1月5日発売[1]、ISBN 4-06-336781-9
  2. 1999年7月3日発売[2]、ISBN 4-06-336816-5
  3. 2000年2月1日発売[3]、ISBN 4-06-336852-1
  4. 2000年11月2日発売[4]、ISBN 4-06-336908-0
  5. 2001年4月4日発売[5]、ISBN 4-06-336933-1
  6. 2001年12月26日発売[6]、ISBN 4-06-361008-X
  7. 2002年7月3日発売[7]、ISBN 4-06-361052-7
  8. 2002年12月24日発売[8]、ISBN 4-06-361098-5